# 「それってどんなヒト?」捜査バラエティ Gメン99
「それってどんなヒト?」捜査バラエティ Gメン99（それってどんなヒト?そうさバラエティ ジーメンナインティナイン）は2014年4月29日から9月9日までTBS系列で毎週火曜日の19:00 - 19:56（JST）に放送されていたバラエティ番組で、ナインティナインの冠番組である。全9回。

## 概要
「世の中の気になるヒト」の生活・人生を徹底調査する番組。「ゴミ屋敷」「高層マンションの最上階の住人」「節約家族」への取材が主な内容。
タイトルは、かつて同局で放送された刑事ドラマ『Gメン'75』のもじりで、OPは同作品のOPのパロディ、そしてOPテーマなどの劇伴は同作品テーマ曲「Gメン'75のテーマ」（作曲 - 菊池俊輔）のアレンジ版を使用。
なお、前番組「もてもてナインティナイン」で行われていた企画「お見合い大作戦」は、当番組では放送せず、特別番組として分離されることとなった。
6月から20時台の『世界の日本人妻は見た!』（毎日放送制作）との交互2時間SPが増え、その2時間SPも、『JNNフラッシュニュース』（通常は20:54 - 21:00）を短縮して20:57まで放送する様になった（『世界の日本人妻〜』も同様）。この結果、放送期間は4ヶ月強ではあったが、放送回数は10回にも満たない9回であった。
同年10月から、後番組『所さんのニッポンの出番!』が開始されるが、当番組の出演者でビビる大木のみ続投となった。

## 出演者
キャストは『もてもてナインティナイン』から有吉弘行を除いたほぼ全員が続投する。

### 司会
- ナインティナイン（岡村隆史・矢部浩之）

### レギュラー
- ケンドーコバヤシ
- 陣内智則
- ビビる大木
- 日村勇紀（バナナマン）
- 柳原可奈子

全て、『Gメン'75』の主人公・黒木哲也（演 - 丹波哲郎）と同系統の服を着用。

### ナレーター
- 銀河万丈
- 山田みほ

## 主なスタッフ
- 構成：石原健次、桜井慎一、尾首大樹、大井洋一、戸田倫彰、山形遼介、ビル坂恵、細井新、河口ワタル／高須光聖
- TM：荒木健一
- TD：藤田栄治
- CAM：荒井隆之
- VE：菅沼智博
- 音声：山羽稔
- 照明：鈴木英敬
- ロケ技術：東通、SWISH JAPAN
- 編集：金有那
- MA：並木丈治
- 音響効果：太田光則、山本達也
- CG：畑田里香、STUDIO 4℃
- 美術プロデューサー：中原茂樹
- 美術デザイナー：木村真梨子
- 美術制作：朝川菜美
- 装置：谷平真二
- 特殊装置：高橋出
- 電飾：阿部達矢
- アクリル装飾：渡邊卓也
- 装飾：篠原直樹
- ヘアメイク：アートメイク・トキ
- 衣裳：安斉春奈
- 編成：岸田大輔
- 宣伝：小林史明
- TK：鈴木裕恵
- デスク：石川素子
- リサーチ：伊藤匡、橋本幸絵
- AD：川野雅貴、川元崇史、平田恭崇、大城慶太、及能貴之、横田裕昌、岡本裕太、梅津菜々穂、鴻巣穂高、権亨悟、清水勇希、石塚礼、箱田真史、高橋真、高良咲子
- AP：荒井美妃、下條有紀、宮内史絵
- マネージメントプロデューサー：金原将公
- 協力プロデューサー：田中裕樹（よしもとクリエイティブ・エージェンシー）
- ディレクター：平野亮一、千葉博史、妹尾篤志、岩永紗代美、佐藤秀樹、香西康位、川崎敬、小林恵美、大丸剛司
- 演出：石黒光典、坂下勝己
- 総合演出：神尾祐輔
- プロデューサー：篠塚純
- エグゼクティブプロデューサー：江藤俊久
- 制作協力：吉本興業
- 製作著作：TBS

### 歴代のスタッフ
- ディレクター：嵯峨祥平
- 演出：平野彰子

## ネット局
| 放送対象地域   | 放送局             | 系列    | 放送日時           | ネット状況 |
| -------------- | ------------------ | ------- | ------------------ | ---------- |
| 関東広域圏     | TBSテレビ          | TBS系列 | 火曜 19:00 - 19:56 | 制作局     |
| 北海道         | 北海道放送         | TBS系列 | 火曜 19:00 - 19:56 | 同時ネット |
| 青森県         | 青森テレビ         | TBS系列 | 火曜 19:00 - 19:56 | 同時ネット |
| 岩手県         | IBC岩手放送        | TBS系列 | 火曜 19:00 - 19:56 | 同時ネット |
| 宮城県         | 東北放送           | TBS系列 | 火曜 19:00 - 19:56 | 同時ネット |
| 山形県         | テレビユー山形     | TBS系列 | 火曜 19:00 - 19:56 | 同時ネット |
| 福島県         | テレビユー福島     | TBS系列 | 火曜 19:00 - 19:56 | 同時ネット |
| 山梨県         | テレビ山梨         | TBS系列 | 火曜 19:00 - 19:56 | 同時ネット |
| 新潟県         | 新潟放送           | TBS系列 | 火曜 19:00 - 19:56 | 同時ネット |
| 長野県         | 信越放送           | TBS系列 | 火曜 19:00 - 19:56 | 同時ネット |
| 静岡県         | 静岡放送           | TBS系列 | 火曜 19:00 - 19:56 | 同時ネット |
| 富山県         | チューリップテレビ | TBS系列 | 火曜 19:00 - 19:56 | 同時ネット |
| 石川県         | 北陸放送           | TBS系列 | 火曜 19:00 - 19:56 | 同時ネット |
| 中京広域圏     | CBCテレビ          | TBS系列 | 火曜 19:00 - 19:56 | 同時ネット |
| 近畿広域圏     | 毎日放送           | TBS系列 | 火曜 19:00 - 19:56 | 同時ネット |
| 鳥取県・島根県 | 山陰放送           | TBS系列 | 火曜 19:00 - 19:56 | 同時ネット |
| 岡山県・香川県 | 山陽放送           | TBS系列 | 火曜 19:00 - 19:56 | 同時ネット |
| 広島県         | 中国放送           | TBS系列 | 火曜 19:00 - 19:56 | 同時ネット |
| 山口県         | テレビ山口         | TBS系列 | 火曜 19:00 - 19:56 | 同時ネット |
| 愛媛県         | あいテレビ         | TBS系列 | 火曜 19:00 - 19:56 | 同時ネット |
| 高知県         | テレビ高知         | TBS系列 | 火曜 19:00 - 19:56 | 同時ネット |
| 福岡県         | RKB毎日放送        | TBS系列 | 火曜 19:00 - 19:56 | 同時ネット |
| 長崎県         | 長崎放送           | TBS系列 | 火曜 19:00 - 19:56 | 同時ネット |
| 熊本県         | 熊本放送           | TBS系列 | 火曜 19:00 - 19:56 | 同時ネット |
| 大分県         | 大分放送           | TBS系列 | 火曜 19:00 - 19:56 | 同時ネット |
| 宮崎県         | 宮崎放送           | TBS系列 | 火曜 19:00 - 19:56 | 同時ネット |
| 鹿児島県       | 南日本放送         | TBS系列 | 火曜 19:00 - 19:56 | 同時ネット |
| 沖縄県         | 琉球放送           | TBS系列 | 火曜 19:00 - 19:56 | 同時ネット |